# Idris Imadadim
Idris Imadadim ibne Haçane Alcoraixi (Idrīs ʿImād al-Dīn ibn al-Ḥasan al-Qurashī; 1392 - 10 de junho de 1468), melhor conhecido apenas como Idris Imadadim, foi o décimo nono da'i almutlaque ismailita taibita e um grande líder religioso e político do Iêmem do século XV, bem como um notável teólogo e historiador ismailita. Sua obra é fundamental para o estudo do Califado Fatímida e das comunidades ismailitas do Iêmem.

## Vida
Idris Imadadim nasceu em 1392 em Xibam, no centro do Iêmem. Era descendente da família Banu Alualide Alanfe dos coraixitas e a sua família produziu os principais missionários (da'is) do ismailismo taibita no Iêmem desde o início do século XIII. Seu título inteiro, da'i almutlaque ("missionário absoluto / irrestrito"), significava a sua posição como regentes virtuais da comunidade taibita como vice-líderes do imame ausente, o epônimo Taibe Abu Alcacim, que permaneceram na ocultação. Essa autoridade se estendeu não só ao Iêmem, mas também à comunidade taibita na Índia. O avô de Idris, Abedalá Facradim, foi o décimo sexto da'i almutlaque, seguido por seu pai, Haçane Badradim I, e após sua morte em 1418 por seu tio Ali Xameçadim II, que morreu em 1428.
Quando jovem, recebeu educação completa e foi ativo no governo da comunidade taibita. Quando seu tio morreu em 1428, o sucedeu como décimo nono da'i almutlaque, posição que ocuparia pelo resto da vida. Sua primeira residência foi a cidadela de Haraz. Como seus antecessores, aliou-se aos raçúlidas de Zabide contra os imames zaiditas de Saná. Junto de Maleque Azair (r. 1428–1439), lutou repetidamente contra o imame Almançor Ali (r. 1391–1436) e recapturou numerosas fortalezas do controle zaidita. Quando os raçúlidas foram sucedidos pelos taíridas em 1454, manteve relações cordiais com os novos regentes de Zabide, os irmãos Amir (r. 1454–1460) e Ali (r. 1460–1479). Depois de uma praga desastrosa em 1436/7, que lhe custou vários parentes, retornou a Xibam, sua terra natal.
Idris prestou especial atenção aos esforços missionários no oeste da Índia e contribuiu para o sucesso dos taibitas no Guzerate. De acordo com os estudiosos indianos taibitas póstumos, Cauje ibne Maleque e Cutududim Saíde, foi quem primeiro planejou transferir a sede do movimento do Iêmem à Índia, embora isso só tenha ocorrido um século após sua morte em 10 de junho de 1468. Seus filhos, Haçane Badradim II e Huceine Huçamadim, e depois seus netos, Ali Xameçadim III e Maomé Izadim I, sucederam-no. Maomé Izadim I, o vigésimo terceiro, foi o último de sua linhagem e, ao morrer, o primeiro indiano, Iúçufe ibne Soleimão, foi nomeado sucessor.
Seu mausoléu em Xibam foi reconstruído em 2010 pelo 52º da'i do ramo taibita Dawoodi Bohra e é destino de peregrinação frequente para os fiéis de Bohra do Iêmem e Índia.

## Obras
Além de seus deveres religiosos e políticos, Idris também foi um estudioso dedicado e escritor prolífico. Seus livros "se tornariam obras fundamentais do daʿwa taibita". Seu local de escrita favorito, perto do lago Bircate Jaujabe, perto de Xibam, ainda recebe visitantes hoje. O estudioso taibita do século XVI, Haçane ibne Nu, lhe atribui onze obras. O historiador moderno Ayman Fuʾad Sayyi enumera onze cuja autoria é certa e mais três cuja atribuição é duvidosa.

### Obras históricas
Seu trabalho principal é o ʿUyūn al-akhbār ("Fontes fluentes de relatórios históricos") em sete volumes, uma história do Islã desde Maomé, passando pelos 21 imames ismailitas até o fim do Califado Fatímida e o início do daʿwa taibita no Iêmem sob os sulaídas. Nele, fez uso de várias fontes ismailitas e não ismailitas, algumas das quais não sobreviveram.  A única história geral do ismailismo escrita por um ismailita na Idade Média, a obra o fez o "mais famoso historiador ismailita", segundo Farhad Daftary, e dá uma perspectiva ismailita única da história do Califado Fatímida e seus representantes no Iêmem. Junto com o trabalho de seu coetâneo egípcio Almacrizi, o ʿUyūn al-akhbār é "indiscutivelmente a fonte mais detalhada da história dos fatímidas".
O ʿUyūn al-akhbār foi publicado em algumas edições críticas:
- Volumes 4–6, editados por Mustafa Ghalib, Dar al-Andalus, Beirute 1975–1984
- Volume 5, focando nos fatímidas, editado por Farhat Dashrawi, Túnis 1979 e novamente por Muhammad al-Ya'llawi, Dar al-Gharb al-Islami, Beirute 1985
- Todos os sete volumes por Ahmad Chleilat, Mahmoud Fakhoury, Yousef S. Fattoum, Ma'moun Sagherji, e Ayman Fu'ad Sayyid, Londres e Damasco 2007–2010
- Excertos dos volumes 5 e 6 foram traduzidos ao inglês por Shainool Jiwa em The Founder of Cairo. The Fatimid Imam-Caliph al-Muʿizz and his Era, I.B. Tauris, Londres e Nova Iorque 2013
- Volume 7, com uma tradução inglesa resumida, por Ayman Fu'ad Sayyid com Paul Walker e Maurice Pomerantz, como The Fatimids and their successors in Yaman: The History of an Islamic Community, I.B. Tauris (em associação com o Instituto de Estudos Ismailitas), Londres e Nova Iorque 2002

O ʿUyūn al-akhbār é complementado por duas obras menores, o Nuzhat al-afkār ("Um passeio para mentes" ou "O prazer dos pensamentos") em dois volumes, e sua continuação, o Rawḍat al-akhbār ("Um jardim de relatórios / informações históricas"), que se concentra especificamente na comunidade taibita no Iêmem, desde o colapso da dinastia sulaída até os dias de Idris.

### Obras teológicas
Entre suas obras teológicas, o Zahr al-maʿānī ("Flores dos significados"), um tratado sobre a doutrina esotérica taibita (ḥaqāʾiq), destaca-se como a "alta marca dos escritos taibitas" (Daftary). As ideias metafísicas do daʿi Hamidadim Alquirmani do século XI forneceram uma inspiração particular a Idris. Também compôs seis diatribes teológicos mais curtos: um no formato de perguntas e respostas sobre questões teológicas; uma exegese teológica de aspectos ligados ao calendário islâmico; um tratado sobre estritamente manter o jejum completo do Ramadã; uma refutação de um tratado teológico zaidita; um tratado polêmico contra um ateu referido apenas como "O Camelo"; e uma refutação da prática de alguns indianos de observar a lua para determinar o início e o fim do Ramadã. Finalmente, foi o autor de um divã, no qual emulou o poeta da era fatímida Almuaiade de Xiraz. Os temas de seus poemas eram sobretudo religiosos, elogiando Maomé, Ali e os imames ismailitas. Alguns lidam com questões doutrinais, mas outros expressam suas crenças espirituais.